# Friedrich-Alexander-Gymnasium (Neustadt an der Aisch)
Das Friedrich-Alexander-Gymnasium ist ein staatliches Gymnasium in der mittelfränkischen Kreisstadt Neustadt an der Aisch.

## Geschichte
Das heutige Friedrich-Alexander-Gymnasium wurde 1567 in unmittelbarer Nachbarschaft zur evangelischen Stadtkirche als Lateinschule gegründet. 1730 stieg die allgemein nun „Fürstenschule“ genannte „Hochfürstlich Brandenburgisch-Culmbachische Teutsche und Lateinische Stadtschule“ zu einer Schule von europäischer Bedeutung auf und beherbergte Schüler von den Niederlanden bis hin zum russischen Zarenreich. 1772 erhielt sie durch Christian Friedrich Carl Alexander, Markgraf zu Brandenburg-Ansbach-Bayreuth, ihren heutigen Namen (vgl. Friedrich-Alexander-Universität Erlangen-Nürnberg, deren Namensbestandteil „Friedrich“ jedoch auf Friedrich III. von Brandenburg-Bayreuth zurückgeht).
Im Jahr 1925 erfolgte der Ausbau zur sechsklassigen Realschule mit Humanistischem Progymnasium und der Umzug in einen Neubau am Peter-Kolb-Platz. 1974 wurde, nachdem am Standort in der Innenstadt keine Erweiterungsflächen mehr zur Verfügung standen, ein Neubau am Buchberg im Neustädter Süden bezogen. Von 1999 bis 2012 erfolgte die Generalsanierung und Erweiterung um zwei Gebäudeabschnitte.

## Profil
Das Friedrich-Alexander-Gymnasium verfügt über einen sprachlichen und einen naturwissenschaftlich-technischen Zweig. Als Fremdsprachen werden Englisch, Französisch, Spanisch und Latein angeboten. Altgriechisch wurde bis zum Schuljahr 2009/2010 unterrichtet.
Einen hohen Stellenwert im Schulleben nimmt der Europäische Wettbewerb ein, an dem zum ersten Mal 1991 teilgenommen wurde und regelmäßig Spitzenplätze auf Bezirks- und Landesebene erzielt werden.
Als eine der ersten Schulen Westdeutschlands führte das Friedrich-Alexander-Gymnasium ab 1989 Abschlussfahrten nach Siebenbürgen in Rumänien durch. Im Vorfeld wurden bei Schulveranstaltungen Sach- und Geldspenden zu Gunsten der dortigen Bevölkerung gesammelt.

## Ausstattung
Die Schule teilt sich das Gebäude und Fachräume mit der Dietrich-Bonhoeffer-Realschule. Das Schulzentrum verfügt über eine Dreifachturnhalle, eine Zweifachturnhalle sowie ein (öffentliches) Hallenbad. Auf dem Schulgelände befinden sich außerdem eine Freisportanlage des Landkreises sowie die Hauptstelle der Kreisbücherei.

## Absolventen
- Guido Knopp (* 1948), Journalist, Historiker, Publizist und Fernsehmoderator[9]
- Wolfgang Mück (* 1939), Historiker, Autor, Kommunalpolitiker und Lehrer am Friedrich-Alexander-Gymnasium
- Nevio Passaro (* 1980), Sänger und Songwriter
- Lucia Scharbatke (* 1982), Produzentin, Professorin für Film und Animation sowie Juristin